# عين المفتلة
عين المفتلة هو موقع أثري شمال غرب مدينة الباويطي في الواحات البحرية التابعة لمحافظة الجيزة بمصر. فيما يلي بقايا أربع مصليات، اثنتان منها تشكلان وحدة واحدة، من عهد الملك أحمس الثاني من الأسرة السادسة والعشرين في أواخر العصر المصري القديم.

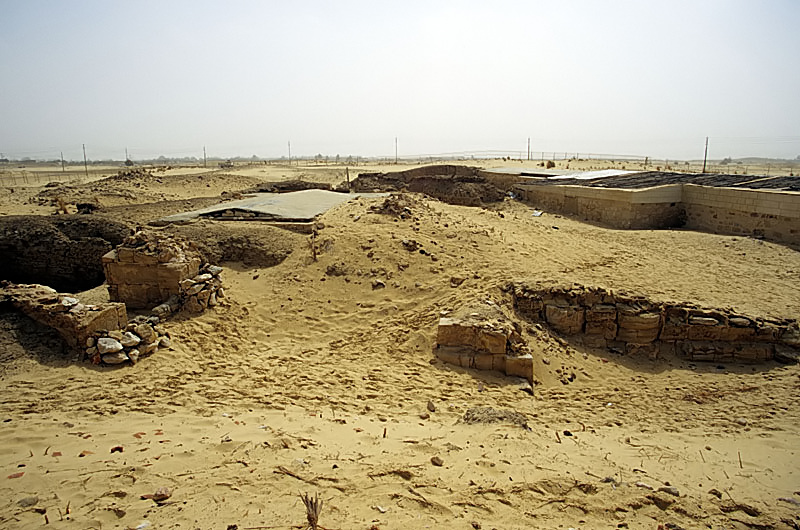
مصليات عين المفتلة باتجاه الجنوب

## الاكتشاف
يشير الاسم الحديث «عين المفتلة» في الواقع إلى نبع تم تجفيفه الآن شمال ضريح الشيخ البدوي، لكنه لا يزال يستخدم حتى اليوم للإشارة إلى الموقع الأثري غرب النبع والقبر.
يوجد نقشين لأوزوريس، بالتحديد في القاعة الثانية للمصلى الأول وعلى واجهة المصلى الثاني، تم ذكر مكان نادر.
كان اسمه قديما تا وبشت، شك أحمد فخري في احتمال أن تكون هذه بلدة في الواحات البحرية. في الآونة الأخيرة، تم اقتراح أن هذا هو اسم هذا الموقع نفسه.
توجد أربع مصليات صغيرة في مساحة صغيرة جدًا هنا، والتي بناها جد خونسو إيوف عنخ، نبي آمون الثاني ثم حاكم (عمدة) الواحة في زمن أحمس الثاني، خامس ملوك الأسرة السادسة والعشرين. (حكم 570-526 قبل الميلاد)، وغيرها من المباني ذات الأغراض الدينية. تم استخدامها حتى العصر الروماني.
على عكس سلفه، أبريس، حاول أحمس الثاني إقامة علاقات ودية مع قورينا في ليبيا الحالية ومع دول المدن اليونانية الأخرى. حققت أماكن الواحات في البحرية طفرة كبيرة وازدهار متجدد خلال هذه الفترة.
تم بناء جميع المصليات تحت جد خونسو إيوف عنخ، ولكن ليس في نفس الوقت. هذا يمكن رؤيته من النقوش. المصلى الأول - كان ترقيمه الأصلي حسب ترتيب اكتشافه - هو الأقدم، ولا يزال يُذكر فيها شقيقه شبن خونس كحاكم للواحة، جد شونس إيوف عنخ ولكن بشكل عرضي فقط. في المصلى الرابع، يُدرج جد شونس على أنه النبي والحاكم الثاني. تم إنشاء المصلى الثاني في ذروة قوته كحاكم: وهو حاكم وكاهن لعدة آلهة. النقوش في المصلى الثالث ليست كافية لتصنيف أكثر دقة.
في الأصل، كانت هذه المباني فقط معروفة في جد خونسو إيوف عنخ، حيث أطلق عليه أيضًا اسم عائلته: كان اسم والده بيدسي (بادي إيسيت)، وكان اسم والدته نياس. لم يُعثر على قبره وقبر زوجته التي كانت تُدعى نياز حتى عام 1999 في قرية الشيخ صبيح.
اكتشف عالم النبات الألماني بول فريدريش أوغست أشرسن (1834-1913) الموقع ورسم خرائط له في عام 1876. في بداية عام 1900، اكتشف جورج شتايندورف (1861–1951) جدار المصلى الأول. 1938-1939 و 2003-2007 تم فحص الموقع الأثري بشكل مكثف من قبل أحمد فخري (1905-1973) وفرانسواز لابريك من المعهد الفرنسي للآثار الشرقية.
تم تضمين المزيد من المباني في أحدث الدراسات الاستقصائية في بداية القرن الحادي والعشرين. إجمالاً هناك حوالي 20. المجمع بأكمله من المحتمل أن يكون مخصصًا بشكل أساسي لمعبودة الخصوبة باستيت على شكل قطة، وابنها، ومعبود الأسد ميهوس (ماحيس) وأوزوريس. ومن بين المباني بيت الميلاد (ماميسي) وبيت الذهب لأوزوريس، حيث تم الاحتفال بإحياء المعبود. تم التعرف أيضًا على أن المصلين 1 و 3، الموصوفين مسبقًا بشكل منفصل، يشكلان وحدة.

## المعالم
تم بناء المصلين الأول والثاني من كتل الحجر الجيري، والثالث من كتل الحجر الرملي. في حالة المصلى الرابع، كانت المداخل فقط مصنوعة من كتل الحجر الرملي، وجدران المصلى مصنوعة من الطوب اللبن. لا تزال جدران المصليات الصغيرة محفوظة حتى ارتفاع حوالي مترين. الأسطح الأصلية مفقودة. اليوم، تمت تغطية الكنائس مرة أخرى بسقف خشبي لحمايتها من الرمال.
كان الرسم في جميع المصليات بارز في الغرق، والتي رُسِمت في الأصل. يمكن العثور على بقايا طلاء أكثر شمولاً في المصلى الأول.
تم ترقيم المصليات في الأصل وفقًا لاكتشافها. يقع مدخل المصلى الثاني على بعد 8 أمتار جنوب المصلى الرابع. يقع المصلى الثالث والأول على بعد حوالي 13 مترًا إلى الغرب، ويقع الأول إلى الجنوب من المصلى الثالث. أظهرت التحقيقات الأكثر تفصيلاً في بداية القرن الحادي والعشرين أن المصليات الصغيرة 1 و 3 تشكل وحدة.

### المصلى الأول لأحمس الثاني

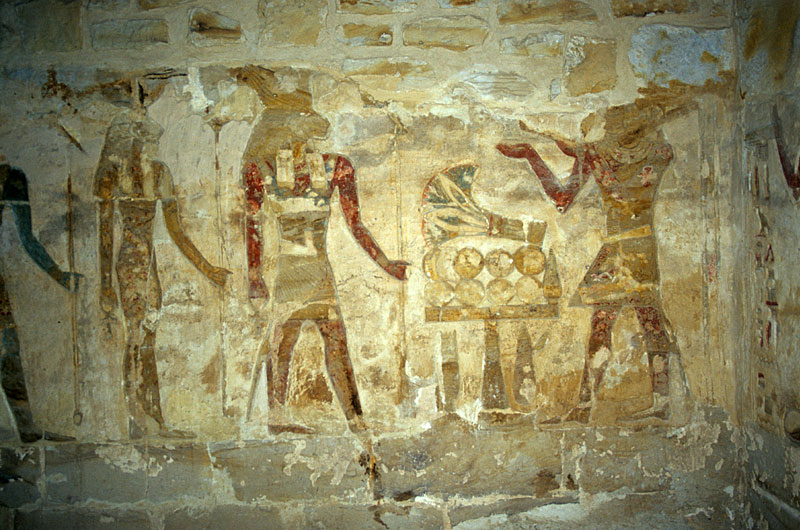
الملك أحمس الثاني يضحي أمام المعبودات، الجدار الأيمن للصالة الأولى

تم تكريس ما يسمى بالمصلى الأول للملك أحمس الثاني، الذي يمكن رؤيته هنا في العديد من مشاهد العبادة. لا تزال ألوان هذا المصلى محفوظة جيدًا على النقش الغارق.
يتكون المصلى من صالتين إحداهما خلف الأخرى ويبلغ طولها 16.8 مترًا من الخارج و 8.1 مترًا بشكل عام أو عرض 5.8 مترًا بدون الغرفة الجانبية الشرقية، وطولها 16.3 مترًا من الداخل، وعرضها 4.5 مترًا، ولا يزال ارتفاعها 2.10 مترًا. مباشرة خلف المدخل على اليسار يوجد مدخل إلى غرفة جانبية صغيرة غير مكتوبة.
تم تزيين عضادات الأبواب على واجهة هذا المصلى، على الرغم من سوء الحفاظ عليها. على العمود الخارجي الأيسر يوجد الملك أحمس الثاني وهو يضحي لمعبود الحرب والخصوبة حرشف برأس كبش، وعلى العمود الأيمن يضحى لحورس برأس الصقر.
داخل المصلى، تم الحفاظ على السجل السفلي فقط بشكل أساسي، مع بقايا قليلة فقط من السجل العلوي. في الأصل كان ارتفاع المصلى حوالي 4 أمتار. يمكن إعادة بناء الجزء العلوي من المكتشفات تحت الأنقاض. كان للمصلى سقف مقبب ذو أنماط هندسية، وشكلت الجوانب ما يسمى بأفاريز شيكر، وهذا شكل عقدة يرمز إلى العقد على حصائر القصب التي صنعت منها المعابد المبكرة.

### المصلى الثاني لأحمس الثاني

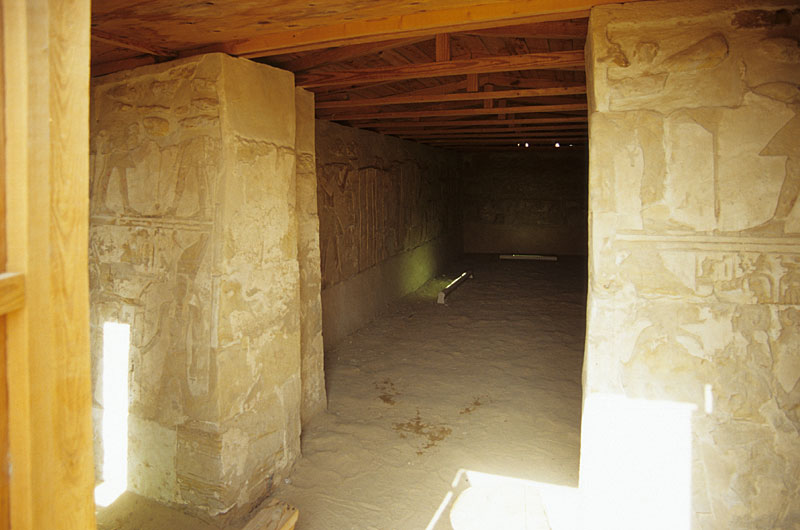
مدخل المصلى الثاني

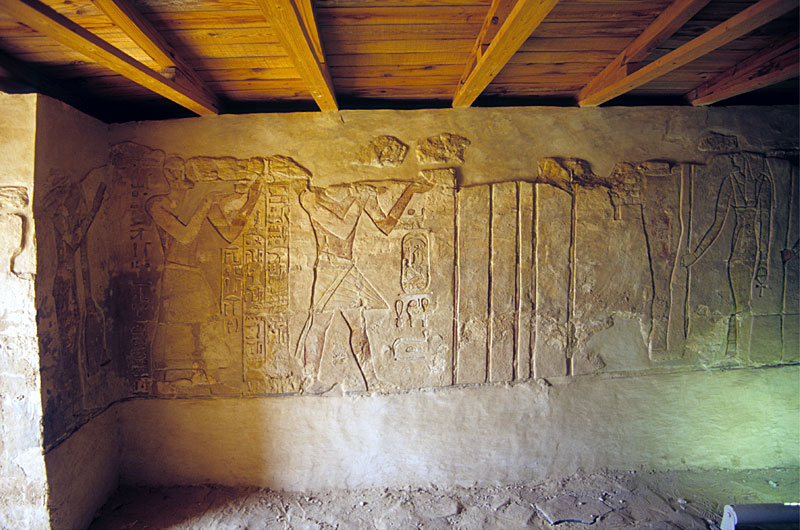
الجدار الأيسر للمصلى الثاني

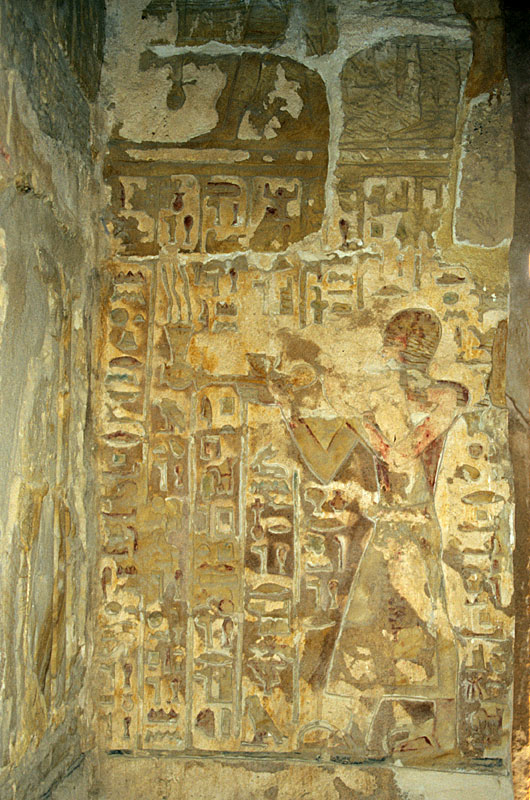
جد شونس إيوف عنخ على مدخل الجدار الأيمن

المصلى الثاني مخصص للمعبود أوزوريس. يبلغ طوله 6.8 متر من الداخل، وعرضه 2.8 مترًا، و 8.8 × 5 مترًا بالخارج وما زال قائم حتى ارتفاع 2.10 مترًا. يقع مدخل المصلى في الجنوب. على الجدران الداخلية كان هناك في الأصل سجلين على اليسار وثلاثة على اليمين والخلف، واحد فوق الآخر، ولم يتم الحفاظ إلا على الجزء السفلي بالكامل. من اليوم العلوي، الذي كان في يوم من الأيام السجل الأوسط للجدار الأيمن، يبقى الجزء السفلي فقط، والذي يصعب أيضًا تحديد الرسومات عليه.

### المصلى الثالث لأحمس الثاني

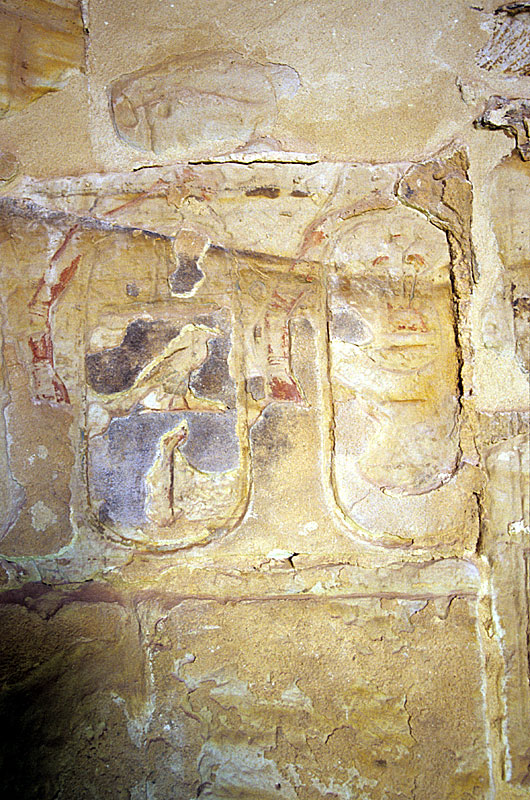
حلقات اسم شعوب الأقواس التسعة على الجدار الخلفي الأيسر لما يسمى المصلى الثالث

في نهاية الممر يوجد ما يسمى بالمصلى الثالث. في الأدبيات، وصف منذ فترة طويلة بأنه مصلى صغير من غرفة واحدة مستقلة. يُفترض الآن أن هذه المصلى والقاعتين المستعرضتين التاليتين والمصلى المجاور له ما يسمى بالمصلى الأول تشكل وحدة واحدة.
يحتوي المصلى في المقام الأول على تماثيل للمعبود بس، الذي يُصوَّر عادةً من الأمام على أنه قزم. بس هو في الأساس معبود وصي يحمي النساء الحوامل والنساء حديثي الولادة والأطفال حديثي الولادة، على سبيل المثال. ويحمي الميت، ولكن أيضًا معبود الموسيقى والرقص والشهوة.
يبلغ عرض القاعة التي تدخلها من الشمال حوالي تسعة أمتار وطولها 6.5 أمتار من الداخل وعرضها 12.5 مترًا وطولها عشرة أمتار من الخارج وما زال هناك ما يصل إلى 1.4 مترًا. الواجهة والمدخل كلاهما غير مزخرف.

### المصلى الرابع لأحمس الثاني

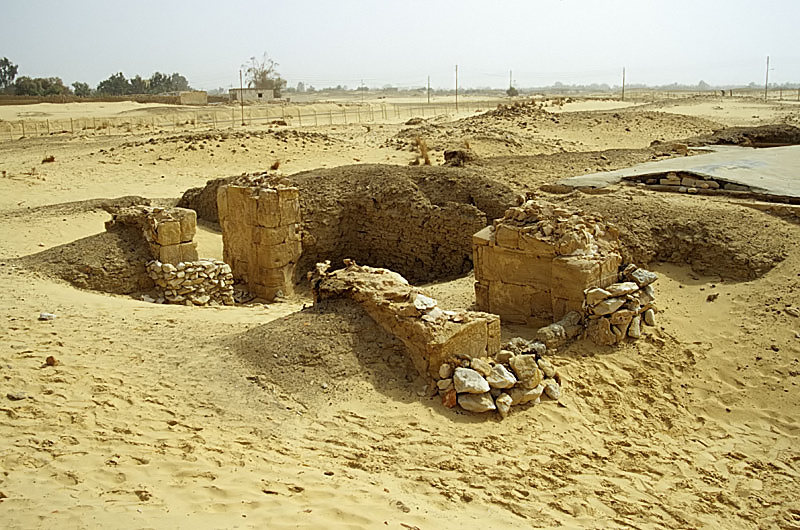
المصلى الرابع لأحمس الثاني

يمر معظمهم بالمصلى الرابع، على الجانب الأيسر من الممر في منتصف الطريق تقريبًا إلى المصلى الثالث. يتكون المصلى الرابعة فقط من بوابتين تفصل بينهما حوالي 6 أمتار، والجدران التي كانت في الأصل مصنوعة من الطوب اللبن موجودة بشكل جزئي فقط. كان المدخل من جهة الغرب.
التمثيلات الأصلية في أربعة سجلات (ثلاثة منها لا يزال من الممكن صنعها في عام 1939) والتي بالكاد يمكن فيها عمل معبودات عبادة الملك أحمس الثاني وجد شونس إيوف عنخ مثل خنوم وتحوت وحورس.